# Avengers: Đế chế Ultron
Avengers: Đế chế Ultron (tựa gốc tiếng Anh: Avengers: Age of Ultron) là một phim của điện ảnh Hoa Kỳ được xây dựng dựa trên nguyên mẫu các thành viên trong biệt đội siêu anh hùng Avengers của hãng Marvel Comics, sản xuất bởi Marvel Studios và phân phối bởi Walt Disney Studios Motion Pictures. Đây là phần tiếp theo của siêu phẩm Biệt đội siêu anh hùng (2012) và phần phim thứ 11 trong Vũ trụ Điện ảnh Marvel (MCU).
Phim được viết kịch bản và đạo diễn bởi Joss Whedon. Dàn diễn viên của phim bao gồm nhiều gương mặt quen thuộc đã xuất hiện trong phần 1 như Robert Downey, Jr., Chris Hemsworth, Mark Ruffalo, Chris Evans, Scarlett Johansson, Jeremy Renner, Samuel L. Jackson,... và các diễn viên lần đầu góp mặt như Aaron Taylor-Johnson, Elizabeth Olsen và James Spader.
Sau thành công vang dội của Biệt đội siêu anh hùng (2012), nhà sản xuất quyết định thông báo về dự án phần 2 vào tháng 5 năm 2012. Joss Wheodon, đạo diễn của phần 1, được đưa trở lại vị trí trong ban chỉ đạo. Ngày công chiếu của phim cũng đã được công bố trên toàn thế giới.
Đến khoảng tháng 4 năm 2013, Whedon đã hoàn thành xong bản thảo kịch bản. Quá trình casting bắt đầu bằng việc tái ký kết hợp đồng giữa Robert Downey Jr. với Marvel Studios. Đơn vị sản xuất thứ hai chính thức hoạt động vào tháng 2 năm 2014 ở Nam Phi cũng như bắt đầu quay chính tại xưởng Shepperton Studios, hạt Surrey, Anh. Các cảnh phụ được quay tại Italy và Hàn Quốc từ cuối tháng 3 và tại hạt Hampshire, Anh từ tháng 4.
Avengers: Đế chế Ultron ra mắt tại Los Angeles ngày 13 tháng 4 năm 2015, và đã được phát hành ngày 1 tháng 5 năm 2015 tại Bắc Mỹ với định dạng 3D và IMAX 3D. Bộ phim đã nhận được đánh giá tích cực và đã thu được hơn 1,3 tỉ USD toàn cầu làm nó trở thành bộ phim có doanh thu cao thứ 3 năm 2015 và cao thứ 6 mọi thời đại. Hai phần sau, Avengers: Cuộc chiến vô cực và Avengers: Hồi kết lần lượt được phát hành ngày 27 tháng 4 năm 2018 và 26 tháng 4 năm 2019.

## Nội dung
Nhân dịp Thor đến Trái Đất lần thứ ba, Biệt đội Avengers mời anh cùng tấn công căn cứ của HYDRA tại một nước Đông Âu là Sokovia. Chỉ huy căn cứ này là Baron Strucker - kẻ đang tiến hành thí nghiệm trên cơ thể con người bằng cây quyền trượng của Loki. Đội Avengers chạm trán hai thí nghiệm của Strucker - cặp anh em sinh đôi nhà Maximoff, Pietro có siêu tốc độ còn Wanda có khả năng điều khiển tâm trí và phóng ra năng lượng bằng tay. Biệt đội Avengers đã bắt được Strucker và Tony Stark lấy lại cây quyền trượng của Loki. Nhưng lúc ấy Wanda sử dụng ảo giác cho Stark thấy một cảnh tượng đáng sợ - một đội quân Chitauri còn đông hơn trong phần một xâm lược Trái Đất, và cả đội Avengers bị hạ gục trừ anh.
Stark và Bruce Banner đã khám phá ra trí tuệ nhân tạo bên trong viên đá của cây quyền trượng và bí mật sử dụng nó để hoàn thiện dự án phòng thủ toàn cầu "Ultron" của Stark. Nhưng Ultron lại có khả năng tự nhận thức, tin rằng hắn phải tiêu diệt tận gốc loài người để bảo vệ Trái Đất, nên hắn đã vô hiệu hoá J.A.R.V.I.S. và tập kích Biệt đội Avengers ngay tại tháp Avengers. Sau khi đem cây quyền trượng trốn thoát, Ultron đã sử dụng những cơ sở trong căn cứ của Strucker để tạo ra một cơ thể thực sự cho hắn. Giết Strucker xong, Ultron đã kết nạp anh em nhà Maximoff - những người muốn Stark phải chịu trách nhiệm cho cái chết của bố mẹ họ vì vũ khí của tập đoàn Stark. Họ cùng nhau đến gặp tay buôn lậu vũ khí Ulysses Klaue tại một xưởng đóng tàu ở châu Phi để mua Vibranium của vương quốc Wakanda. Các siêu anh hùng liền đuổi theo nhưng Wanda đã khống chế được họ (trừ Stark và Clint Barton) bằng ảo giác, làm Hulk nổi điên lên đập phá thành phố buộc Stark phải triệu hồi Veronica sử dụng bộ giáp khổng lồ Hulkbuster (Mark 44) để kìm hãm anh.
Phản ứng dữ dội của dư luận thế giới và hậu quả từ nỗi sợ ảo giác của Wanda đã buộc các siêu anh hùng phải ẩn náu tại nhà riêng của Barton. Thor đã đi gặp Tiến sĩ Erik Selvig để xem kỹ tương lai tận thế trong ảo giác của anh, trong khi đó Natasha Romanoff và Banner lên kế hoạch cùng nhau bỏ đi thật xa sau khi nhận ra sự hấp dẫn của nhau. Mặc dù vậy, Nick Fury đã đến để khuyến khích toàn đội lên kế hoạch ngăn chặn Ultron. Ở Seoul, Ultron đã khống chế Tiến sĩ Helen Cho để sử dụng công nghệ sợi tổng hợp của cô cùng với Vibranium và viên đá của cây quyền trượng để hoàn thiện cơ thể mới cho hắn. Khi Ultron đang tải hắn vào cơ thể mới, Wanda đã đọc được tâm trí của hắn và biết được âm mưu tiêu diệt loài người của hắn. Hai anh em nhà Maximoff trở mặt chống lại Ultron. Steve Rogers, Romanoff và Barton truy tìm Ultron để giành lại cơ thể tổng hợp, nhiệm vụ hoàn thành nhưng Ultron đã bắt được Romanoff. Kế hoạch ban đầu thất bại khiến Ultron đành tự tạo cơ thể khác bằng Vibranium, song vẫn tạo ra đội quân bản sao tay sai như dự định.
Hệ điều hành J.A.R.V.I.S. - vẫn còn hoạt động sau khi trốn thoát khỏi Ultron vào Internet, Tony và Bruce tải nó vào cơ thể tổng hợp. Nhưng Rogers và anh em nhà Maximoff tìm cách ngăn cản việc này vì nghe theo lời Wanda, cho rằng Stark sẽ lặp lại sai lầm cũ. Giữa cuộc hỗn chiến, Thor trở lại để giúp kích hoạt cơ thể tổng hợp, tạo ra Vision, giải thích rằng viên đá trên trán nó là Viên đá Tâm Trí - một trong sáu Viên đá Vô Cực - những vật thể mạnh nhất hiện tại có sức phá hủy vũ trụ - và là một phần trong ảo giác của anh. Vision và anh em nhà Maximoff cùng Biệt đội Avengers đến Sokovia, nơi Ultron tạo ra một cỗ máy để nâng thủ đô Sokovia là Novi Grad lên trời, rồi sẽ làm nó rơi xuống mặt đất để hủy diệt thế giới. Romanoff sau khi được Banner tìm thấy và giải cứu đã đưa anh vào rừng, đánh thức Hulk. Biệt đội siêu anh hùng chiến đấu với đội quân robot của Ultron trong khi Fury cùng Maria Hill, James Rhodes và các đặc vụ của S.H.I.E.L.D. sơ tán người dân lên phi thuyền Helicarrier. Pietro đã hi sinh khi che chắn cho Barton khỏi làn đạn của Ultron, Wanda giận dữ đối đầu Ultron và moi tim hắn để trả thù cho anh trai, nhưng chính việc tự ý bỏ vị trí của cô đã cho phép Ultron lợi dụng sơ hở điều khiển xác một drone kích hoạt cỗ máy, Novi Grad bắt đầu rơi xuống. Stark và Thor đã kịp tấn công ở cả hai đầu cỗ máy khiến vùng đất này nổ tung. Sau đó, Hulk sợ bản thân mình sẽ gây nguy hiểm cho Romanoff nên anh đã rời đi trên chiếc máy bay Quinjet và mất tích trên bầu trời, trong khi Vision đối mặt với cơ thể suy yếu của Ultron và kết liễu hắn.
Sau đó, Biệt đội Avengers đã thành lập một trụ sở mới được điều hành bởi Fury, Hill, Cho, và Selvig. Nghi ngờ kẻ nào đó trong vũ trụ đã thao túng các sự kiện gần đây, Thor tạm trở về Asgard để biết thêm tình hình. Stark và Barton cũng rời đi, Rogers và Romanoff chuẩn bị lãnh đạo một đội siêu anh hùng mới gồm Rhodes, Vision, Sam Wilson và Wanda. Bộ phim kết thúc trong khi Rogers đang nói dở câu: "Avengers, tập..."
Trong phần cảnh hậu danh đề, không hài lòng với sự thất bại của những quân cờ của mình, Thanos đã đeo chiếc găng tay Vô cực rỗng và quyết định sẽ tự giành lấy những viên đá vô cực.

## Diễn viên

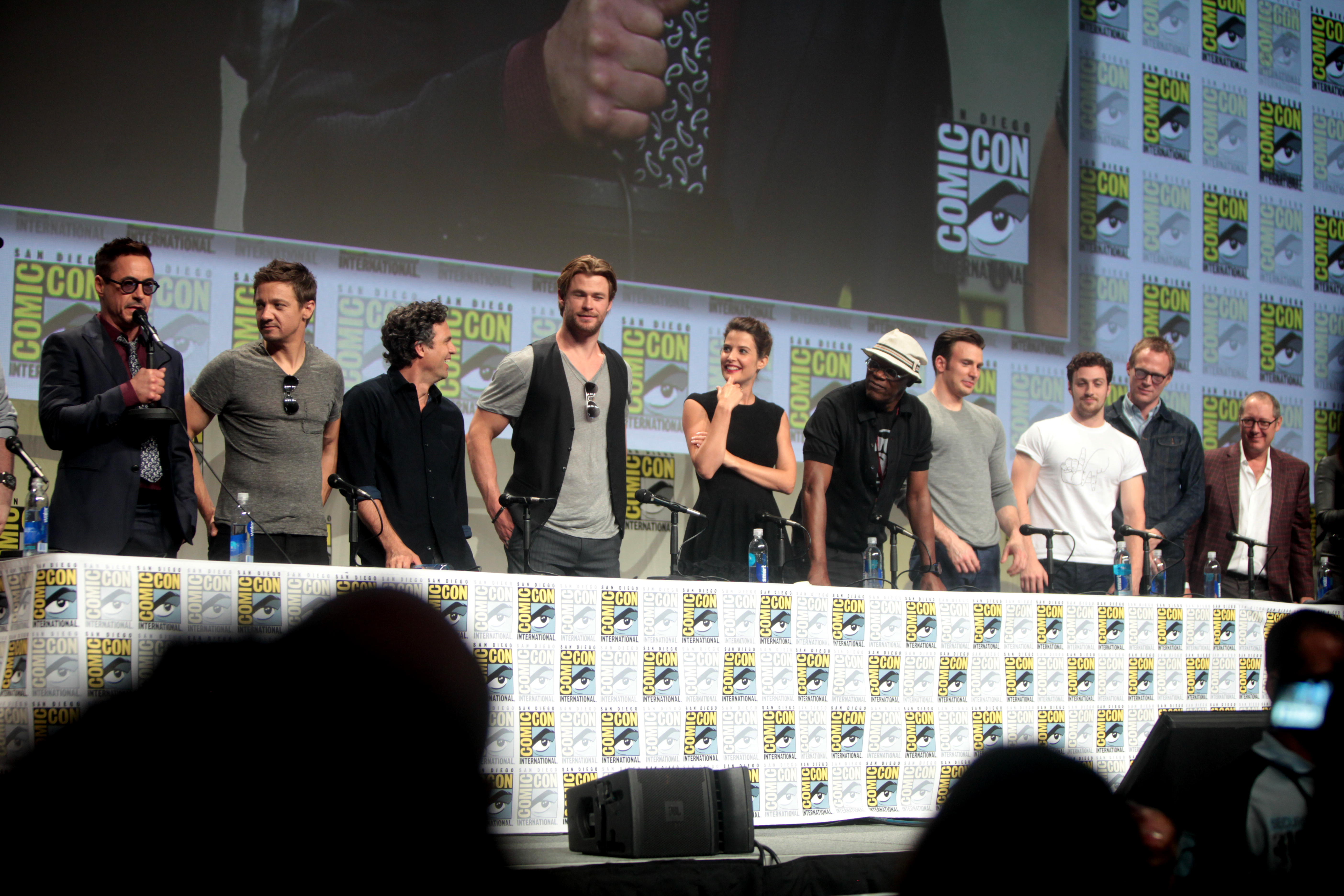
dàn cast tại Hội chợ truyện tranh quốc tế San Diego 2014.

- Robert Downey, Jr. trong vaiTony Stark / Iron Man (Người Sắt):

Nhà tài trợ của Biệt Đội Siêu Anh Hùng, tự nhận mình là thiên tài, nhà tỷ phú, một tay chơi và một người có tấm lòng bác ái, Tony Stark sở hữu trong tay vô số những bộ giáp sắt tự phát minh. Về thế nào mà nhân vật của mình được phát triển sau những sự kiện của Iron Man 3, Downey nói: "...nó như nhắc tôi nhớ tất cả những món đồ đặc biệt khi bạn khi bạn già hơn một chút hay khi bạn có thắc mắc còn tồn tại. Nó giống như là tại sao tôi không xử lý những thứ định hủy diệt tôi bất kì lần nào nữa? Bộ giáp phần nào là 1 sự mở rộng của cái đó. Và cũng có nhiều bộ giáp nhưng tôi nghĩ anh ấy nhận ra rằng sự điều chỉnh và số lượng tất cả những bộ giáp trên thế giới là cái mà anh ta đang làm vẫn không làm việc cho hành trình trách nhiệm của anh ấy và còn để lại cho anh một chút PTSD. Vậy trọng tâm của anh ấy là làm thế nào chúng ta có thể làm nó như vậy không có vấn đề để bắt đầu. Vậy, bạn biết đấy, có 1 kẻ to lớn ở chuỗi sự kiện xảy ra trên hành tinh chúng ta. Và đó là 1 ý tưởng lớn.."
- Chris Evans trong vai Steve Rogers / Captain America (Đội trưởng Mỹ):

Đội trưởng của Biệt Đội Siêu Anh Hùng, một cựu chiến binh của Chiến tranh thế giới thứ hai được tăng cường sức mạnh tới đỉnh điểm của thể chất con người nhờ một loại huyết thanh thử nghiệm, Đội trưởng Mỹ đã thức dậy sau 70 năm bị đóng băng và trôi nổi giữa đại dương. Mô tả về vị trí nhân vật của mình trong bộ phim, Evans nói: "Anh ấy vẫn đang tìm kiếm 1 ngôi nhà, tất nhiên là 1 ngôi nhà theo nghĩa ẩn dụ. Anh ấy vẫn luôn luôn thấy thoải mái như 1 chiến binh. Anh ấy thích những công trình. Anh ấy thăng tiến tốt. Và khi động lực trào lên trong anh, anh buộc phải tin vào đội của mình, Biệt Đội Siêu Anh Hùng. Không thật sự có ai trên họ nói cho họ cái phải làm, họ gần như phải hoạt động độc lập. Vì vậy có nhiều khuynh hướng ở mỗi người, nhưng không thật sự là chuỗi những mệnh lệnh. Và tôi nghĩ Cap tìm cái đó. Và tôi nghĩ anh ấy hiểu nơi anh thuộc về, không chỉ như 1 người lính, như Captain America, mà còn như là Steve Rogers, là một con người." Evans chia sẻ rằng anh vẫn còn duy trì được sức khỏe sau khi hoàn thành Đội trưởng Mỹ: Chiến binh mùa đông nhờ việc tập thể lực một giờ mỗi ngày. Anh nói: "...Bạn sẽ ngừng mọi việc khoảng 2 đến 3 tuần trước khi xong xuôi... Nhất là khi thấy vạch đích trước mặt, bạn sẽ vui mừng đến mức quên đi việc tập thể dục. Nhưng chúng tôi đang bắt đầu thực hiện Biệt Đội Siêu Anh Hùng 2, vì vậy, trong tháng qua, tôi đã chiến đấu khá chăm chỉ." Về phong cách chiến đấu của Đội trưởng Mỹ, Evans nói: "Bạn không chỉ có thể là Jason Bourne, bạn phải xem anh chàng này làm mọi thứ như thế, yeah, anh ấy xứng đáng có 1 vị trí trong đội này. Trong phàn 2 Đội trưởng Mỹ, anh ấy hạ 1 chiếc máy bay phản lực và làm những thứ không thể tin được. Tôi không muốn lùi 1 bước, vì thế chúng ta phải chắc chắn rằng anh ấy tiếp tục luyện tập. Phong cách chiến đấu của anh ấy cần tiến bộ hơn một chút. Tôi không muốn sao chép Lý Tiểu Long, nhưng để trở nên tốt hơn thì không chỉ cần những cú đánh và đá mà cần 1 biểu hiện sức mạnh thống nhất. Lợi dụng môi trường quanh bạn trong 1 trường hợp giống như vậy, 'được rồi, anh có thể nhấc 1 chiếc xe bằng 1 tay..."'
- Chris Hemsworth trong vai Thor (Thần sấm):

Thor là thái tử của Asgard, một siêu anh hùng được xây dựng dựa trên thần thoại Bắc Âu. Anh là người duy nhất trong đội đến từ một nơi khác Trái Đất. Về vị trí nhân vật của mình trong phim, Hemsworth nói: "Tốt rồi, Thor đã ở Trái Đất từ Thor: Thế giới bóng tối. Đây là nhà của anh ở hiện tại. Vì vậy lời đe dọa ban đầu của Ultron là cá nhân. Thor bắt đầu xem 1 cảnh tượng lớn hơn về mối đe dọa này có thể trở thành và ảnh hưởng của nó lên tất cả bộ phim của chúng ta." Bình luận về diễn xuất của mình về nhân vật, Hemsworth nói: " cái trở thành thử thách là không lặp lại thứ tương tự mọi lúc. Vậy bạn phải làm việc khó hơn một chút để xem cái mà bạn có thể làm với nhân vật. Nó không chỉ lóe sáng một chút. Nó cho chúng ta 1 căn phòng để làm anh ấy gần mặt đất hơn và con người hơn và cho anh ấy 1 bộ đồ dân thường và hòa nhập vào bữa tiệc. Tôi muốn đóng những cảnh đó nhiều hơn. Đó là cái tôi thích về bộ phim đầu tiên (phim Thor), anh ta thật trong sáng, và anh ta đã trở nên chín chắn hơn như 1 vị vua trong phần 2 (Thor: Thế giới bóng tối)." Hemsworth lưu ý rằng đây là bộ phim đầu tiên của MCU anh ấy không làm việc gần gũi với Tom Hiddleston: "Tôi muốn xem cái mà đã là sự mâu thuẫn và động lực của anh ấy, bởi anh ấy đã bị xua đuổi bởi mối quan hệ đó trước đây. Tôi thích làm việc cùng Tom và tôi nghĩ luôn luôn có chỗ cho những việc của Thor và Loki nhưng cũng thật hay để làm thứ gì đó hoàn toàn khác".
- Mark Ruffalo trong vai Bruce Banner / Hulk (Người khổng lồ xanh):

Tiến sĩ Bruce Banner là một nhà khoa học lỗi lạc nhưng đã bị phơi nhiễm quá nhiều tia gamma. Vì vậy, mỗi khi bị kích động hay tức giận ông sẽ biến thành một con quái vật hung dữ có sức tàn phá hủy diệt. Mark Ruffalo đã làm việc với trường quay Imaginarium của diễn viên mô phỏng chuyển động Andy Serkis trong sự chuẩn bị cho vai diễn. Ruffalo nói thêm: "Vai diễn của tôi thậm chí lớn hơn lần trước, nó phức tạp hơn, có nhiều lớp và nhiều lửa hơn. Không chỉ vậy, phương thức mô phỏng chuyển động đang trở thành 1 thứ thú vị hơn lần trước. Tôi thực sự mượt mà trên công nghệ của thứ mô phỏng chuyển động này.... giờ tôi hoàn toàn gắn với nó và xem nó như nơi thú vị khác mà chúng tôi có thể đến như những diễn viên." Mô tả mối quan hệ của Hulk và Banner trong bộ phim, Ruffalo nói: "Tôi nghĩ có cả một mối quan hệ giữa Hulk và Ruffalo mà cần được khám phá. Có 1 thứ rất thú vị đang xảy ra: Hulk sợ Banner như Banner sợ Hulk", Ruffalo thêm "Cả hai người này là cùng 1 người, họ phải sống trong hòa bình bằng cách này hay cách khác với nhau. Và tôi nghĩ sự đối đầu này đang xây dựng dựa theo mạch bộ phim." Trong khi làm phim ở London, Ruffalo nói rằng Joss Whedon vẫn không đưa cho anh ấy bất kỳ dòng nào về Hulk. Whedon sau đó giải thích rằng ông ấy viết hội thoại cho Hulk một cách hoàn toàn tự phát, nói rằng: "Cái làm Hulk thật khó để viết là bạn đang giả vờ như anh ấy là người sói trong khi anh ấy là siêu anh hùng..."
- Scarlett Johansson trong vai Natasha Romanoff / Black Widow (Góa phụ đen):

Natasha Romanoff là một điệp viên được đào tạo chuyên nghiệp, trước đây từng là người của S.H.I.E.L.D (Strategic Hazard Intervention Espionage Logistics Directorate). Nhà sản xuất Kevin Feige đã tuyên bố rằng sẽ có nhiều câu chuyện hơn về nhân vật này xuất hiện trong phim. Còn Johansson cho biết: "Trong Biệt Đội Siêu Anh Hùng 2 chúng tôi sẽ quay trở lại.... Chúng tôi xác định phải tìm hiểu thêm về quá khứ của Góa phụ đen và đã bắt đầu hiểu ra làm thế nào mà cô ấy trở thành người như bạn thấy trên phim. Tất cả các nhân vật này đều có nhiều điều bí ẩn và quá khứ đen tối..."
- Jeremy Renner trong vai Clint Barton / Hawkeye (trong vai):

Clint Barton là một cung thủ bậc thầy và điệp viên cừ khôi của S.H.I.E.L.D. Joss Whedon tiết lộ rằng Mắt diều hâu sẽ tương tác với các nhân vật khác nhiều hơn trong phim, vì ở phần 1, anh ấy "bị khống chế bởi kẻ xấu từ khá sớm và phải đi xung quanh với vẻ mặt cau có."
- Samuel L. Jackson trong vai Nick Fury:

Ông là cựu giám đốc của S.H.I.E.L.D., là người đầu tiên tuyển chọn các thành viên của Biệt Đội Siêu Anh Hùng. Jackson đã miêu tả vai diễn của mình là một vai phụ và rằng: "Tôi chỉ là sự thoáng qua mà thôi... bởi đó là một người khác trong số 'những người có sức mạnh đương đầu với những người có sức mạnh'. Điều này giải thích vì sao tôi vắng mặt trong cuộc chiến bảo vệ thành phố New York trong Biệt Đội Siêu Anh Hùng (2012). Không có nhiều điều để làm hơn là bắn hết một khẩu súng."
- Aaron Taylor-Johnson trong vai Pietro Maximoff:

Quicksilver là anh song sinh với Phù thủy đỏ, người có khả năng di chuyển ở một tốc độ phi thường. Về nhân vật này, Aaron Taylor-Johnson chia sẻ: "Anh ấy và người em của mình đã bị cha mẹ bỏ rơi từ thuở nhỏ. Họ lớn lên cùng nhau ở Đông Âu, che chở và trông chừng lẫn nhau. Người em đã dìu dắt anh ấy - thật xúc động, cô ấy là người đã chăm sóc anh và ngược lại. Anh ấy luôn bảo vệ quá mức cần thiết - vì anh không muốn bất kì ai đụng vào người em của mình." Taylor-Johnson cũng nói thêm rằng Quicksilver luôn tức giận mỗi khi thất bại và dễ cảm thấy buồn chán bởi sự tập trung trong khoảng thời gian quá ngắn.
- Elizabeth Olsen trong vai Wanda Maximoff:

Phù thủy đỏ là em song sinh với Quicksilver, một người có nhiều khả năng siêu nhiên và pháp thuật. Olsen đã miêu tả nhân vật của mình giống như "một mối liên hệ" giữa các thế giới: "Cô ấy thật điên rồ. Cô ấy có nhiều vấn đề rắc rối hơn bất cứ nhân vật nào tôi từng đóng. Cô ấy có thể nói cho bạn biết một vật thể nào đó đang ở đâu, tương lai của bạn là gì. Cô ấy còn có thể kết nối với những người đã chết, những người trong quá khứ, trong tương lai và với những thiên hà khác. [Phù thủy đỏ] là người duy nhất trong vũ trụ này làm được điều đó, cô ấy thật không thể tin nổi..."
- James Spader trong vai Ultron:

Ultron là một trong những kẻ thù lớn nhất của Biệt Đội Siêu Anh Hùng. Hắn là một trí thông minh nhân tạo có các đặc tính như con người do Hank Pym sáng tạo ra. Hắn mang trong mình những khả năng siêu nhiên và một dã tâm vô cùng to lớn. Đạo diễn Joss Whedon cho biết rằng James Spader là "lựa chọn đầu tiên và duy nhất" của ông cho vai diễn này bởi giọng nói "như thôi miên có thể giữ bình tĩnh và thuyết phục một cách kì lạ" trong khi vẫn rất con người và hài hước của Spader. Feige nói rõ: "Chúng tôi sẽ chụp lại khuôn mặt và cơ thể của ông ấy để tạo ra toàn bộ các đặc tính... Chúng tôi không đơn thuần chỉ thuê James để làm một giọng nói Robot." Còn về nhân vật này, Joss Whedon nói: "Hắn luôn luôn cố gắng hủy diệt đội Avengers, chết tiệt, hắn luôn bị ám ảnh bởi suy nghĩ đó. Hắn là một gã không hạnh phúc, đồng nghĩa với việc hắn là một kẻ thú vị. Hắn có những nỗi đau. Và cách [mà hắn] biểu hiện không như những con robot tiêu chuẩn khác." Joss còn nhấn mạnh Ultron "không phải là một vật thể logic - Hắn là một robot thực sự bị xáo trộn. Chúng tôi đang tìm hiểu xem điều gì đã khiến hắn trở nên hăm dọa song cũng đáng yêu, hài hước, kỳ lạ và bất ngờ đến như vậy, những thứ mà một con robot không bao giờ có." Ông cũng ngụ ý rằng một số khả năng của Ultron trong truyện sẽ được tận dụng.
Bên cạnh đó, Cobie Smulders, Don Cheadle, và Hayley Atwell sẽ vào vai các nhân vật tương ứng của họ trước đây trong MCU là Maria Hill, Đại tá James "Rhodey" Rhodes và Peggy Carter. Paul Bettany, lồng tiếng cho JARVIS trong Người Sắt 3, sẽ vào vai Vision. Thomas Kretschmann được phân vai Baron Wolfgang von Strucker và Claudia Kim sẽ đóng vai một nhà khoa học, một bác sĩ và một người bạn của Tony Stark, Helen Cho.

## Sản xuất

### Phát triển
Tháng 11 năm 2011, Kevin Feige, chủ tịch Marvel Studios đã nói:" Iron Man 3 sẽ là bộ phim đầu tiên thuộc về giai đoạn 2 của thiên truyện này mà sẽ lên đến đỉnh điểm trong Biệt Đội Siêu Anh Hùng 2". Tháng 3 năm 2012, Joss Whedon, đạo diễn phần 1 đã thông báo ông muốn làm phần 2 "nhỏ hơn, cá nhân hơn, đau thương hơn".
Tại lễ ra mắt Biệt Đội Siêu Anh Hùng, Kevin Feige nói rằng xưởng phim có 1 sự lựa chọn cho Whedon để quay lại vị trí đạo diễn. tháng 5 năm 2012 sáu sự phát hành thành công của phần 1, Disney CEO Bob Iger thông báo rằng phần sau đang được phát triển. Hầu hết dàn diễn viên của phần 1 sẽ xuất hiện trong phần sau nhưng Robert Downey Jr. thì không, khi mà hợp đồng của anh với Marvel sẽ hết hạn sau Người Sắt 3.
Ở hội chợ truyện tranh quốc tế San Diego năm 2012, Whedon nói rằng ông không quyết định về việc đạo diễn. Mặc dù vậy, tháng 8 năm 2012, Iger đã thông báo rằng Whedon sẽ trở lại để viết kịch bản và đạo diễn phần sau và phát triển series truyền hình Agents of S.H.I.E.L.D. cho đài ABC. Vài tháng sau, Disney đã chọn ngày 1 tháng 5 để phát hành phim.
Tháng 12 năm 2012, Whedon chia sẻ rằng ông đã có một bản phác thảo hoàn thiện cho bộ phim. Tháng 2 năm 2013, tại lễ hội phim quốc tế Jameson Dublin, Whedon đã nói rằng cái chết sẽ là 1 chủ đề cho phần tiếp theo, vào tháng 3, ông nói rằng đã lấy cảm hứng từ The Empire Strike Back và The Godfather Part II

### Tiền kỳ
Tháng 4 năm 2013, bộ phim được dự định bắt đầu quay sớm hơn năm 2014 tại trường quay Shepperton ở Anh. Tại lễ ra mắt Hollywood của Iron Man 3, Whedon nói rằng ông ấy đã hoàn thiện bản phác thảo của kịch bản.

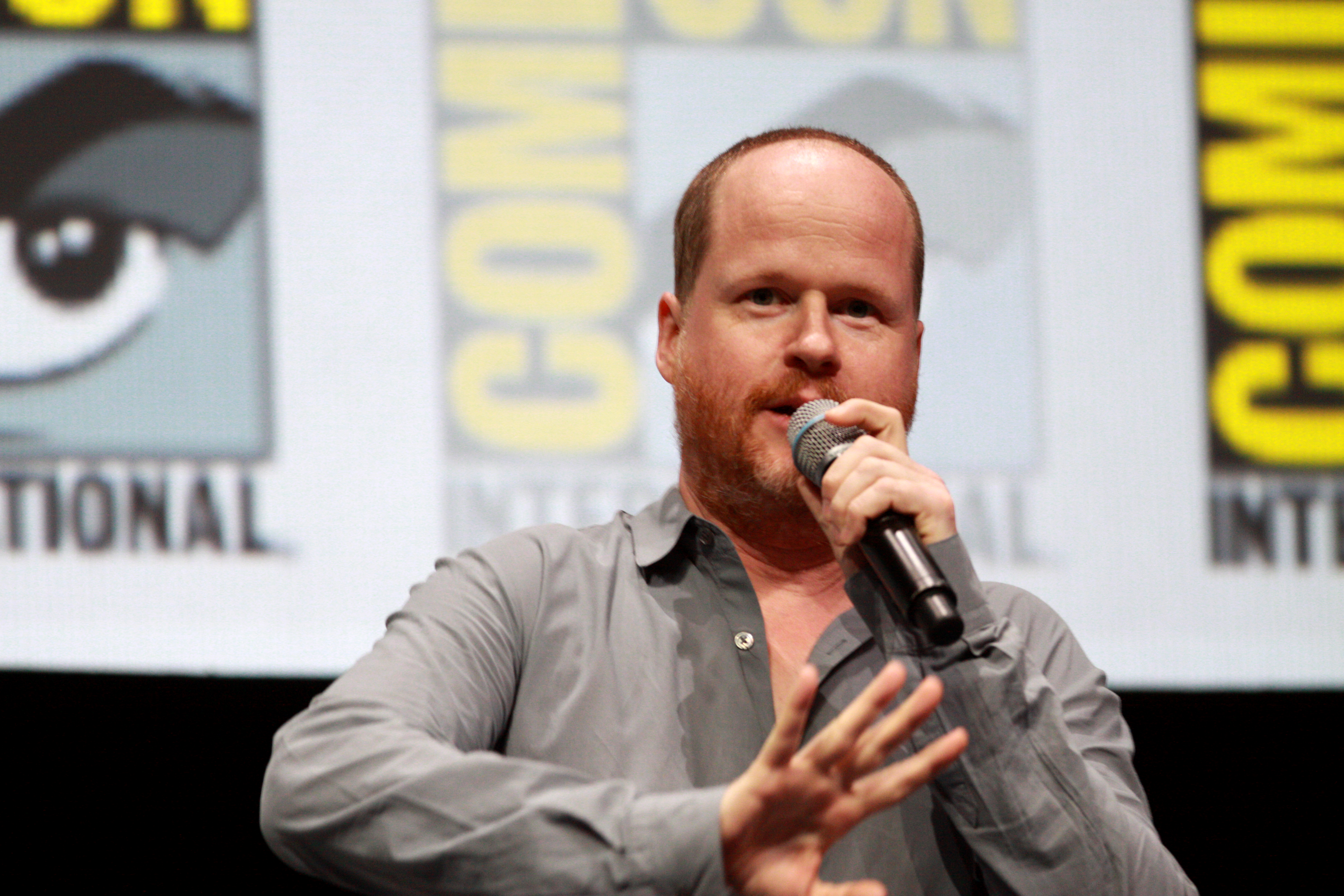
Whedon đang giới thiệu bộ phim tại hội chợ truyện tranh quốc tế San Diego 2013

Tại hội chợ truyện tranh quốc tế San Diego 2013, Whedon đã thông báo bộ phim sẽ có tiêu đề là Age of Ultron. Dù vậy bộ phim không dựa trên bộ truyện ngắn Age of Ultron năm 2013. Feige giải thích:"Chúng tôi đã nghĩ ra một vài cái tên nhưng mỗi tháng thì 1 bộ truyện mới xuất hiện, nhưng Age of Ultron là một cái tên tuyệt vời, chúng tôi mượn cái tên đó nhưng mạch phim lấy từ cốt truyện Avengers." Whedon thêm rằng nguồn gốc của Ultron sẽ khác so với truyện tranh và Hank Pym sẽ không liên quan đến sự tạo ra Ultron.
Tiêu đề đã gây bất ngờ cho nhiều fan vì họ nghĩ Thanos, kẻ đứng sau giật dây những sự kiện gần đây sẽ là nhân vật phản diện chính của bộ phim. Khi được hỏi về sự dính líu của Thanos, Whedon nói rằng:" Chúng tôi phải ở lại mặt đất, đó là 1 phần của cái tạo nên vũ trụ Marvel- mối quan hệ của chúng với thế giới thực. Đó là khoa học viễn tưởng và Thanos không nằm ngoài số đó, nhưng Thanos không bao giờ có nghĩa là kẻ ác tiếp theo, hắn luôn luôn là chúa tể tối cao của tội ác và bóng tối."
Việc tuyển diễn viên được tiếp tục vào tháng 8 năm 2013, với thông báo rằng James Spader sẽ đóng vai Ultron. Vào tháng 11 Marvel đã xác nhận rằng Elizabeth Olsen và Aaron Taylor-Johnson sẽ tương ứng đóng vai Scarlet Witch và Quick Silver. Đến cuối năm, Mark Ruffalo, Chris Evans, Samuel L. Jackson, Chris Hemsworth, Scarlett Johansson, Jeremy Renner, Cobie Smulders đã xác nhận sự trở lại vai trò của họ từ phần 1 và Don Cheadle, người đóng vai War Machine trong Iron Man đã được giao 1 vai trò trong bộ phim. Những tháng đầu năm 2014, Thomas Kretschmann đã được chọn vào vai Baron Wolfgang von Strucker, Claudia Kim được chọn vào 1 vai không rõ, và Paul Bettany người lồng tiếng cho J.A.R.V.I.S trong những phần trước được chọn vào vai the Vision.

### Quay phim

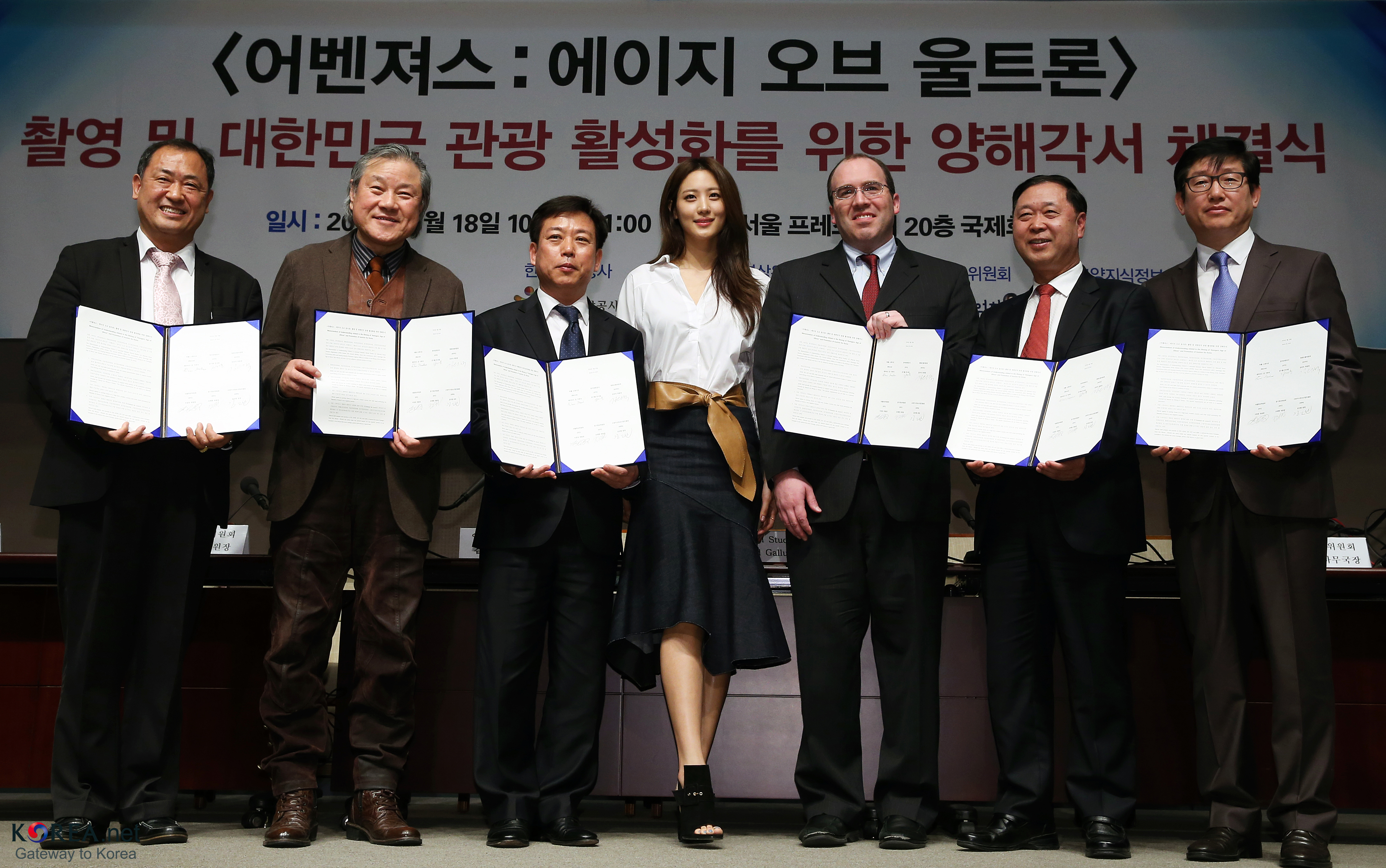
Các thành viên Ủy ban điện ảnh Hàn Quốc và các đại diện Marvel Studios ký một bản ghi nhớ ở Seoul vào tháng 3 năm 2014 với sự tham dự của nữ diễn viên Claudia Kim (ở giữa).

Đoàn làm phim bắt đầu bấm máy vào thứ 3 ngày 11 tháng 2 năm 2014 ở Johannesburg, Nam Phi. Đến giữa tháng 3, đội ngũ quay phim chính đã ở trường quay Shepperton gần London và đã ghi hình ở đó ít nhất 4 tháng. Làm phim ở Shepperton cũng như ở những nơi khác trên nước Anh đã cho Whedon những ý tưởng để tạo ra bộ phim với gam màu và thẩm mỹ hoàn toàn khác so với phần 1. Nhà thiết kế sản xuất Charles Wood đã tạo ra tòa tháp Avengers mới và hùng vĩ, một trong những công trình lớn nhất được xây dựng cho 1 bộ phim Marvel. Ngày 22 tháng 3, sản xuất được dời đến Fort Bard, Italia và tiếp tục ở vùng thung lũng Aosta đến hết ngày 28 tháng 3. Đoàn làm phim ở Hàn Quốc bắt đầu vào ngày 30 tháng 3 trên cầu Mapo và tiếp tục cho đến ngày 14 tháng 4 ở một vài địa điểm ở Seoul. Trong khi ở Seoul, đoàn làm phim đã gắn camera vào những máy bay không người lái và phóng trên những chiếc xe để có thể có những góc quay độc đáo. Một hòn đảo nhân tạo trên sông Hán là đảo Sevit đã đóng vai trò như là một phòng nghiên cứu IT trong phim. Những cảnh bao gồm cảnh tấn công của Ultron trên đường phố được quay tại quận Gangnam.
Ngày 8 tháng 4, bắt đầu quay ở Hawley, Hampshire nước Anh. Giữa tháng 4, Hayley Atwell, người đóng vai Peggy Carter đã ở trên phim trường trong phòng khiêu vũ Rivoli ở London trong 1 cảnh hồi tưởng những năm 1940. Giữa tháng 6, những cảnh tiếp tục được quay ở Đại học Đông Anglia ở Norwich và pháo đài Dover ở Kent. Tháng 7, quay phim ở học viện cảnh sát Hendon. Thêm nữa, phim còn được quay ở Bangladesh và Thành phố New York. Ngày 6 tháng 8, Whedon thông báo trên truyền thông rằng ông đã có những cảnh chính của bộ phim.
Nhà điện ảnh Ben Davis, người cũng làm việc với Marvel trong Guardians of the Galaxy, đã quay phim với bộ 3 máy quay Arri Alexa nói rằng:" Dù Alexa là máy quay ưa thích của Marvel nhưng chúng tôi đã không xem xét nó ngay từ đầu. Cái mà không thể thay đổi được là chúng tôi quay phim kĩ thuật số: đó là cách marvel quay tất cả các bộ phim của mình." Về hệ thống camera, Whedon nói:"Chúng tôi quay bộ phim này rất khác so với bộ phim đầu tiên, chúng tôi chạy liên tục nhiều camera, chúng tôi sử dụng ống kính dài mà tôi không dùng nó thường xuyên. Để tạo ra những cảnh miêu tả Quicksilver chạy, những cảnh đó được quay bằng camera tốc độ siêu cao và sau đó được ghép với những cảnh Taylor-Jonhson chạy qua cùng khung hình với tốc độ thường.

### Hậu kỳ
Tháng 6 năm 2014, công ty IMAX thông báo rằng phát hành IMAX của bộ phim sẽ được chuyển thành IMAX 3D. Sau khi hoàn thành những phân cảnh chính, một số diễn viên nữa được tiết lộ bao gồm Stellan Skarsgard, Anthony Mackie, Idris Elba và Tom Hiddleston, những người đã xuất hiện trong những bộ phim trước. Nhưng cảnh của Loki đã bị cắt ở bản chiếu rạp vì Whedon nói không muốn bộ phim quá rườm rà những nhân vật. Whedon sau đó giải thích sự xuất hiện của Idris Elba và Hayley Atwell vì sự thâm nhập vào linh hồn của Scarlet Witch. Tháng 12 năm 2014, vai của Kim đã được tiết lộ là tiến sĩ Helen Cho. Những cảnh thêm vào được ghi hình vào tháng 1 năm 2015 tại trường quay Pinewood. Tháng 2 năm 2015, Whedon tiết lộ rằng Serkis sẽ đóng vai Ulysses Klaue trong phim. Đầu tháng 4 năm 2015, Whedon phát biểu rằng bộ phim sẽ không chứa cảnh hậu danh đề, cái mà đã trở thành thường lệ trong mỗi bộ phim Marvel. Whedon đã cố nghĩ ra 1 cảnh hậu danh đề nhưng đã cảm thấy rằng ông không thể vượt qua cảnh "Shawarma" trong Avengers.
Tháng 5 năm 2015, Whedon tiết lộ rằng ông đã xung đột ban quản trị Marvel và đội ngũ chỉnh sửa về những cảnh chắc chắn có trong phim. Ban quản trị đã không rung động trước cảnh nông trại của Hawkeye hay những cảnh ảo giác của đội phải trải qua bởi Scarlet Witch. Whedon còn có 1 cảnh nữa về Thor và Selvig trong hang động. Trong cảnh này, Thor sẽ bị ám ảnh bởi Norn, 1 nữ thần số phận, trong khi Selvig sẽ hỏi cô ấy về ảo giác của Thor. Whedon lặp lại rằng ông ấy muốn thêm Captain Marvel và Spider-Man vào đoạn cuối nhưng thỏa thuận hợp đồng với mỗi người đã không hoàn thành kịp thời gian.
Bộ phim chứa 3000 cảnh hiệu ứng hình ảnh, được hoàn thành bởi 10 trường quay hiệu ứng khác nhau. ILM đã tuyên dương Avengers: Age of Ultron như 1 chất xúc tác mở rộng và phát triển 1 hệ thống ghi lại chuyển động mới cho phim gọi là "Muse", cái mà có thể ghi lại tốt hơn diễn xuất 1 diễn viên và kết hợp những cảnh khác nhau.
Trường quay Method tạo ra chiều sâu cho cơ sở đào tạo Avengers mới bằng việc thiết kế cơ sở đào tạo bằng kĩ thuật số. Tách họ khỏi cảnh gốc và đặt họ vào cảnh CG mới. Phương pháp này cũng góp phần tạo ra bộ giáp Mark 45 mới của Iron Man và đóng vai trò then chốt trong việc tạo ra hiệu ứng điều khiển tâm trí của Scarlet Witch.

## Âm nhạc
Tháng 3 năm 2014, Brian Tyler đã ký vào hợp đồng soạn nhạc nền phim, thay thế cho người soạn nhạc trước là Alan Silvestri, đánh dấu sự hợp tác thứ 3 với Marvel sau Người Sắt 3 và Thor 2: Thế giới Bóng tối. Tyler tuyên bố rằng bản nhạc là sự ngưỡng mộ với những bản nhạc của John William trong Star Wars, Super Man và Raiders of the Lost Ark. Và tham khảo những bản nhạc trong Iron Man, Thor, Captain America để tạo ra 1 vũ trụ âm nhạc tương đồng nhau, nói rằng:" đó là mục đích thật sự, bạn phải tạo ra nó trong nỗi nhớ và làm nó trung thực, vì vậy bạn có thể liên quan đến nó". Danny Elfman cũng đóng góp phần nhạc cho bản nhạc, sử dụng đề tài của Silvestri trong bộ phim đầu để tạo ra một cái mới tương tự như thế. Hollywood Records đã phát hành album kĩ thuật số vào ngày 28 tháng 4 năm 2015, và loại thông thường vào ngày 19 tháng 5.

## Phát hành

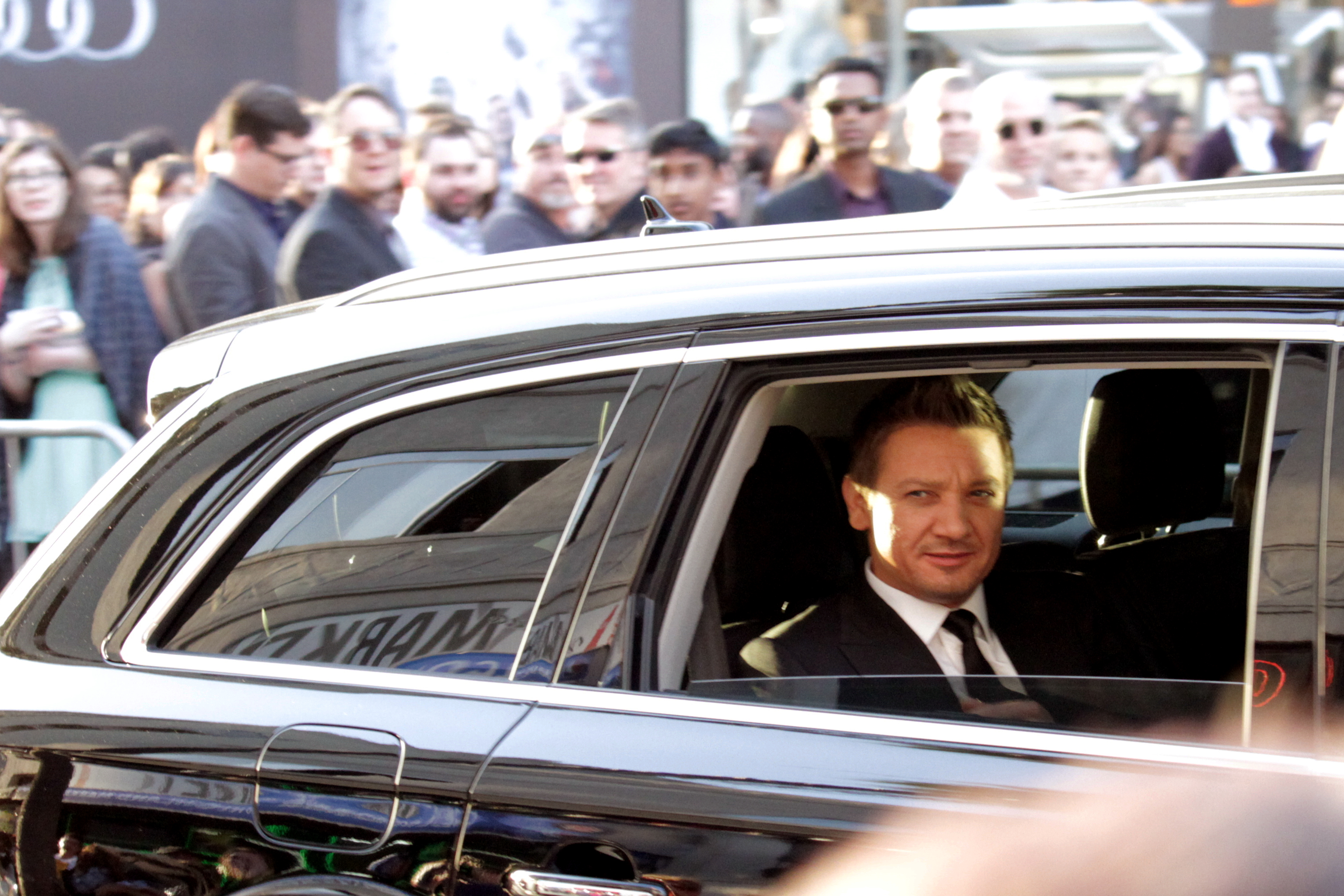
Renner đến buổi ra mắt thế giới của "Avengers: Age of Ultron"

Avengers: Age of Ultron đã ra mắt thế giới tại rạp Dolby ở Hollywood vào ngày 13 tháng 4 năm 2015, và tổ chức ra mắt tại châu Âu tại Vue West End vào ngày 21 tháng 4 năm 2015. Bộ phim đã được phát hành tại 11 lãnh thổ vào ngày 22 tháng 4 và phát hành tại 55% thị trường quốc tế của nó (44 quốc gia) tại cuối tuần trước khi phát hành tại Bắc Mỹ ngày 1 tháng 5 theo định dạng 3D và IMAX 3D. Ở Bắc Mỹ, bộ phim mở màn trong 4276 rạp bao gồm 2761 rạp 3D, 364 rạp IMAX, 400 rạp màn hình cỡ lớn cao cấp, và 143 rạp D-Box. Nhiều chủ rạp độc lập ở Đức (gần 700) đã tẩy chay bộ phim để đáp trả việc Disney tăng phí cho thuê phim từ 47,7% nên 53% tiền vé, họ cho rằng việc tăng phí kéo theo việc tăng giá trị số hoá, tăng giá đội ngũ nhân viên và tiếp thị có thể làm họ phá sản.

### Tiếp thị
Tại hội chợ truyện tranh quốc tế San Diego, Whedon đã giới thiệu 1 teaser trailer cho bộ phim. Ngày 18 tháng 3 năm 2014, ABC đã trình chiếu 1 chương trình truyền hình đặc biệt với tiêu đề Marvel Studios: Assembling a Universe, bao gồm một cái nhìn hé mở về bộ phim. Chương trình cũng ra mắt bản concept art của Quicksilver và Scarlet Witch cũng như cảnh Hulk đấu bộ giáp "Hulkbuster" của Iron man. Harley Davidson cũng ra mắt chiếc xe máy điện, Project LiveWire, được sử dụng bởi Black Widow trong phim. Tại hội chợ truyện tranh quốc tế San Diego 2014, dàn diễn viên được giới thiệu để quảng bá cho bộ phim. Avengers: Age of Ultron đã nhận được số lượng đề cập của truyền thông xã hộ cao thứ 2 tại hội chợ, sau Batman v Superman: Dawn of Justice, nhưng nhận được phản hồi muốn-đến-xem cao hơn.

### Truyền thông gia đình
Avengers: Age of Ultron sẽ được phát hành bởi Walt Disney Studios Home Entertainment trên Blue-Ray và DVD với cảnh cắt mở rộng và một cái kết thay thế. Bộ phim cũng sẽ được sưu tập trong 1 bộ hộp 13 đĩa với tiêu đề "Marvel Cinematic Universe: Phase Two Collection" bao gồm tất cả phim giai đoạn 2 của vũ trụ điện ảnh Marvel. Nó được ghi trong danh mục phát hành cuối năm 2015.

## Sự đón nhận

### Doanh thu phòng vé
Cho đến ngày 19 tháng 7 năm 2015, Avengers: Age of Ultron đã thu được 456 triệu USD tại Bắc Mỹ và 937,5 triệu USD tại những thị trường khác, tổng doanh thu toàn cầu là 1,394 tỉ USD. Nó là bộ phim có doanh thu cao thứ 14 mọi thời đại và thứ 3 trong năm 2015. Doanh thu mở màn toàn cầu là 392 triệu USD, cao thứ 6 mọi thời đại. Bộ phim đạt kỷ lục mở màn cuối tuần với định dạng IMAX với 25,2 triệu USD (trước đây thuộc về The Dark Knight Rises), và cũng phá vỡ kỷ lục bộ phim đạt doanh thu 40 triệu USD tại rạp IMAX nhanh nhất, trong 12 ngày. Theo một số nhà phân tích, doanh thu mở màn cuối tuần của bộ phim không được như mong đợi vì trận boxing cuối tuần giữa Floyd Mayweather và Manny Pacquiao.
Ngày 15 tháng 5 năm 2015, bộ phim đã trở thành bộ phim thứ 21 trong lịch sử, thứ ba của Marvel Studios và thứ 8 được phân phối bởi Disney vượt qua ngưỡng 1 tỉ USD phòng vé.

#### Bắc Mỹ
Avengers: Age of Ultron đã kiếm được 84,46 triệu USD trong ngày mở màn của nó, đánh dấu doanh thu ngày mở màn lớn nhất cho 1 bộ phim siêu anh hùng, doanh thu mở màn cao thứ 2 và doanh thu một ngày cao thứ 2, sau Harry Potter và Bảo bối tử thần 7.2 (91,7 triệu USD). Ngày thứ sáu của bộ phim đã thu được gồm 27,6 triệu USD từ đêm thứ năm, bắt đầu từ 7 giờ tối, và doanh thu cao thứ 6 trong buổi xem trước ngày thứ năm và cao nhất trong số những bộ phim Marvel. Tổng cộng, bộ phim đã kiếm được 191,3 triệu USD trong cuối tuần mở màn của nó, đứng thứ 3 mọi thời đại, sau Avengers (207,4 triệu USD) và Jurassic World (208 triệu USD). Nó cũng là cuối tuần mở màn theo định dạng IMAX cao thứ 2 lịch sử với tổng 18 triệu USD (sau The Dark Knight Rises), 1 kỷ lục 13,5 triệu USD từ tiền rạp loại lớn, và phần cao nhất cho tuần đầu tiên trong tháng 5, chiếm 85% trong top 12 tổng doanh thu phòng vé (trước đây thuộc về Spider-Man 3). Trong đó có 51% là đàn ông, 49% phụ nữ và 59% trên 25 tuổi.
Trong tuần thứ 2, bộ phim giảm 59% thu được 77,7 triệu USD, trở thành doanh thu cuối tuần thứ 2 cao thứ 2 sau Avengers với 103 triệu $. Nó giữ kỷ lục cho bộ phim giảm doanh thu cuối tuần lớn thứ 2 giữa tuần đầu và tuần thứ 2 với 113 triệu $, chỉ sau Harry Potter 7.3 với 121 triệu $.

#### Ngoài Bắc Mỹ
Avengers: Age of Ultron đã kiếm được 200.2 triệu $ trong cuối tuần đầu tiên tại 44 quốc gia, đứng đầu phòng vé tất cả các nước, hơn 44% so với phần 1. Hơn nữa, bộ phim có mở màn IMAX quốc tế không ở Trung Quốc cao nhất mọi thời đại với 10,4 triệu $. Top thu nhập những quốc gia là Hàn Quốc (28,2 triệu $), Anh (27,3 triệu $) và Nga (16,2 triệu $). Bộ phim phá kỷ lục tại nhiều quốc gia bao gồm: Kỷ lục ngày mở màn tại Mexico (6,8 triệu $), Philippines (1,6 triệu $) và Indonesia (900,000 $), kỷ lục mở màn cuối tuần tại Mexico (25,2 triệu $), Nga và CIS (16,2 triệu $), Hong Kong (6,4 triệu $), Philippines (7,7 triệu $) và mở màn cuối tuần cao nhất cho 1 bộ phim siêu anh hùng ở Anh, Ireland và Malta (27,3 triệu $), Đức (9,3 triệu $).
Tổng cộng, đến ngày 17 tháng 7 năm 2015, những thị trường lớn nhất của bộ phim là: Trung Quốc (240 triệu $), Hàn Quốc (80,5 triệu $), Anh, Ireland và Malta (76,6 triệu $).

### Phê bình
Hệ thống tổng hợp kết quả đánh giá trên trang Rotten Tomatoes báo cáo 74% tỉ lệ ủng hộ với đánh giá trung bình là 6,7 dựa trên 274 ý kiến. Sự tán thành của trang web: "Hoa mỹ và mãn nhãn, Avengers: Age of Ultron dường như quá nhồi nhét nhưng có thể làm thỏa mãn, sự tập hợp những thành viên cũ thêm một vài nhân tố mới và 1 kẻ thù xứng đáng." Trên Metacritic, bộ phim thu được điểm số trung bình 66/100 dựa trên 49 nhà phê bình, có nghĩa là "nhìn chung là tích cực". Cinema Score báo cáo rằng khán giả cho bộ phim điểm A trên thang điểm từ A+ đến F.
Todd McCarthy của The Hollywood Reporter nói: "Avengers: Age of Ultron đã thành công trong việc tạo ra 1 nhân vật phản diện xứng đáng cho những siêu anh hùng và đưa ra một số thứ mới để làm, nhưng lần này các cảnh hành động không luôn luôn đạt." Viết trên the Chicago-Sun Times và cho bộ phim 3.5 sao trên tổng 4 sao, Richard Roeper nói: "Một ngày nào đó, 1 bộ phim Avengers có thể sụp đổ dưới sức nặng của chính nó, ý tôi là, có bao nhiêu lần các siêu anh hùng có thể bảo vệ thế giới? Nhưng đó không phải hôm nay." Peter Travers của Rolling Stones viết: "Age of Ultron là cả 1 mùa hè của pháo hoa được gói gọn trong 1 bộ phim. Nó không chỉ đi đến 11, nó bắt đầu ở đó. Joss Whedon làm một vài thứ rối tung lên, tạo ra 1 mớ hỗn độn khi những cảnh hành động trở nên dày đặc. Nhưng ông ấy bù lại như 1 chuyên gia, tạo ra 1 sự trình diễn huyền thoại trong mỗi câu chữ".
Ngược lại, Kenneth Turan của Los Angeles Times nói: "Mặc dù bộ phim này gây ấn tượng trong từng khoảnh khắc, nhưng nó không đọng lại lâu trong tâm trí về sau." Scott Mendelson của Forbes nói: "Avengers: Age of Ultron như một nghĩa vụ bắt buộc, một cái hộp để được kiểm tra trên 1 danh sách trước khi các bên đạt được cái mà họ muốn." Manohla Dargis của The New York Times viết: "Bộ phim không luôn luôn bùng nổ theo cách mà phần 1 đã làm, một phần vì nhân vật phản diện không đáng nhớ, bất chấp lời đe dọa ngọt ngào của ngài Spader." Camilla Long của the Sunday Times chỉ ra: "2 giờ buồn tẻ và những kẻ ngốc được tập hợp cho 1 đội Avengers mới." Giống như sự phát hành của Guardians of the Galaxy, bộ phim nhận được nhiều ý kiến hỗn hợp khi phát hành tại Trung Quốc do bản dịch nghèo nàn. Sự biên dịch được cho là quá tầm thường "cứ như được làm bởi Google dịch".

#### Giải thưởng
| Năm  | Giải thưởng/Liên hoan phim | Hạng mục                             | Đề cử cho               | Kết quả      | Ghi chú |
| ---- | -------------------------- | ------------------------------------ | ----------------------- | ------------ | ------- |
| 2015 | Teen Choice Awards         | Choice Movie: Sci-Fi/Fantasy         | Avengers: Age of Ultron | Chưa công bố |         |
| 2015 | Teen Choice Awards         | Choice Movie Actor: Sci-Fi/Fantasy   | Chris Hemsworth         | Chưa công bố |         |
| 2015 | Teen Choice Awards         | Choice Movie Actor: Sci-Fi/Fantasy   | Robert Downey, Jr.      | Chưa công bố |         |
| 2015 | Teen Choice Awards         | Choice Movie Actress: Sci-Fi/Fantasy | Scarlett Johansson      | Chưa công bố |         |